# Nemoraea watanabei
Nemoraea watanabei là một loài ruồi trong họ Tachinidae.